# Abulkhair Khan (Hanatul Uzbek)
Abulkhairkhan (n. 1412 – d. 1468, Oŋtüstık Qazaqstan ЭGJ erekşelıkterı, tabiğat jağdaiy men resurstary jäne halqy⁠(d), Kazahstan) este fondatorul statului cunoscut în istorie sub numele de Statul Nomadic Uzbek. A fost un khandin Tura (Siberia de Vest).
În 1446, Abulkhair Khan a capturat o serie de orașe și castele pe Syrdarya (Swan, Arcuk, Swan, Swan, Swan). În 1447, capitala țării a fost mutată din Siberia în Sybnok. În 1431, Abulkhair Khan a invadat Khwarezm. În 1448, uzbecii nomadi au invadat Transoxiana și au asediat Samarkand.
În 1451, Abulkhair Khan s-a alăturat lui Abu Saeed în marșul din nou spre Samarkand, plasându-l pe tron. Uzbecii nomazi l-au susținut mai târziu și pe Muhammad Johqi de la temurieni (1460-1462).

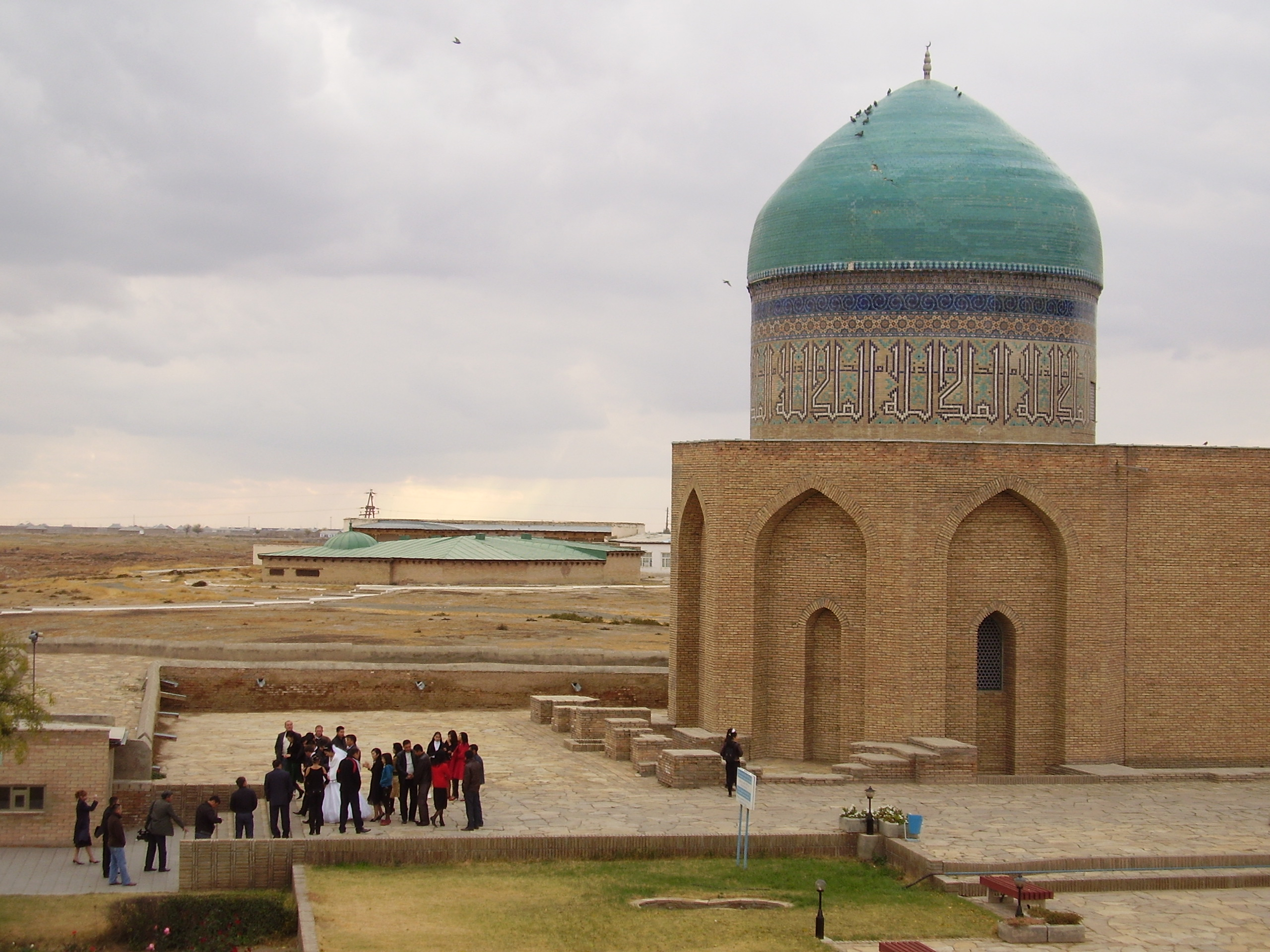
Mausoleul soției lui Abulkhair Khan, Rabia Sultan Beg, din Turkestan

Istoria statului Abul Khair Khan a fost descrisă de istoricul Masud bin Osmani Kuhistani. Un cunoscut reprezentant al sufismului, Najmuddin Kubro, a scris o lucrare în limba turcă dedicată lui Abulkhair Khan, un reprezentant al sectei fondate de Husayn Khorezmi. 
Membrii familiei lui Abulkhairkhan erau pasionați de literatură. Abul Khair Khan a ordonat să traducă operele lui Jalaluddin Rumi, un cunoscut poet, mistic, susținător al sufismului. 
După moartea lui Abulkhair Khan, dușmanii săi (Iboq Khan, Jonibek, Burka Sultan, Yomgurchi, Musa Mirza, Ahmad Khan) l-au învins pe moștenitorul tronului, șeicul Haidar, și au răsturnat statul uzbec nomad. Dar în anii 80 ai secolului al XV-lea, Muhammad Shaibani Khan, nepotul lui Abulkhair Khan, și-a câștigat oponenții și a preluat puterea.